# Stazione di Novate Milanese
La stazione di Novate Milanese è una stazione ferroviaria sulla linea Milano-Saronno di Ferrovienord.
Con la riqualificazione della tratta Bovisa-Saronno avvenuta tra gli anni ottanta/novanta la vecchia stazione di Novate, posta alcune centinaia di metri più a sud, è stata demolita.
Adiacenti alla stazione ferroviaria sorgono deposito e officine per la manutenzione dei convogli dove, all'atto dell'elettrificazione della rete sociale nel 1929, venne messa in funzione la prima sottostazione elettrica di alimentazione.
Nel 2005 il numero di viaggiatori transitati dalla stazione è stato pari a 1.539.607.

## Strutture e impianti

Il progetto di nuova collocazione della stazione di Novate Milanese, come approvato dalla giunta comunale nel giugno 1984

La parte utilizzata per il servizio viaggiatori è servita da 4 binari.
L'accesso ai treni avviene tramite due banchine passeggeri che servono rispettivamente i due binari più a sinistra e quelli più a destra.
Tra questi quattro binari il binario più a sinistra (guardandoli nella direzione che da Milano porta a Saronno)  viene normalmente utilizzato per i treni diretti che viaggiano verso Saronno; il binario successivo, procedendo verso destra,  per i treni diretti che viaggiano verso Milano; il successivo  per i treni locali che viaggiano verso Saronno e il binario più a destra  per i treni locali che viaggiano verso Milano.
Per come sono configurati i binari e le banchine passeggeri i treni, quando percorrono i binari secondo la marcia regolare, aprono le porte alla loro destra su tutti i binari.
Più a sinistra, sempre se si guarda in direzione da Milano a Saronno, di questi quattro binari sono presenti altri binari che non finiscono nel complesso del fabbricato viaggiatori, ma che consentono di raggiungere il deposito, situato poco più a nord, senza dover passare dalla stazione.

## Movimento
La stazione è servita dai treni delle linee S1 ed S3 del servizio ferroviario suburbano di Milano, con frequenza complessiva quadrioraria.
Dal 10 giugno al 14 dicembre 2024 la stazione fu servita anche da alcune corse feriali della linea S13 (Pavia-Milano-Garbagnate, che dal 15 dicembre 2024, nella tratta Milano-Garbagnate, effettua fermata solamente a Bollate Centro).

## Servizi
- Biglietteria self-service
- Ascensori
- Accessibilità per portatori di handicap
- Parcheggio di scambio
- Sottopassaggio